# Hebius concelarum
Hebius concelarum är en ormart som beskrevs av Malnate 1963. Hebius concelarum ingår i släktet Hebius och familjen snokar. Inga underarter finns listade i Catalogue of Life.
Arten förekommer på Ryukyuöarna som tillhör Japan. Honor lägger ägg.